# 알프레드 클라이너

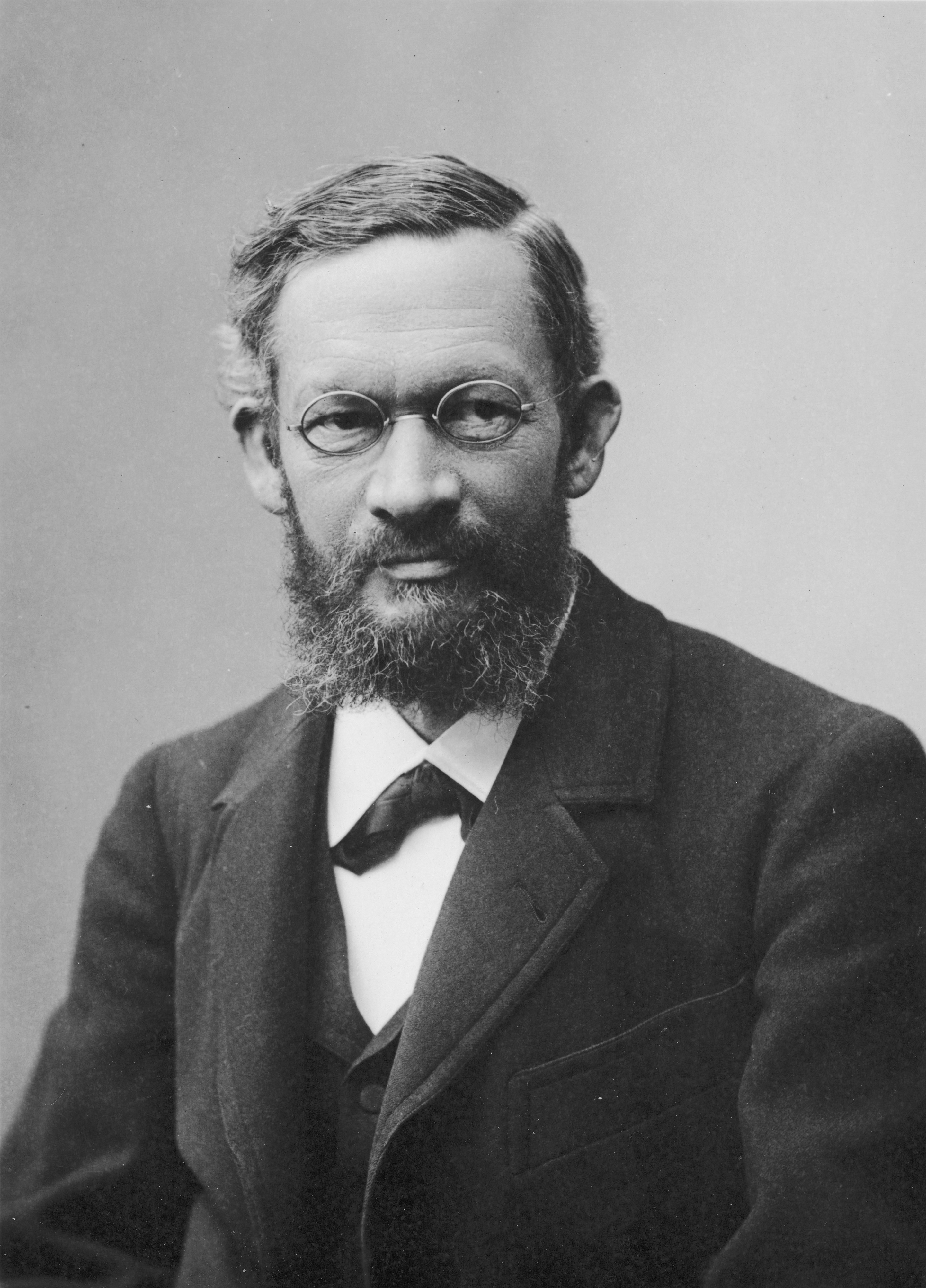

알프레드 클라이너(Alfred Kleiner, 1849년 4월 24일 – 1916년 7월 3일)는 스위스의 물리학자였으며 취리히 대학교의 실험물리학 교수였다. 그는 알베르트 아인슈타인의 지도교수였다.